# Episodi di Chuck (terza stagione)
La terza stagione di Chuck, composta da 19 episodi, è andata in onda negli Stati Uniti d'America sul network NBC dal 10 gennaio al 24 maggio 2010, ottenendo un'audience media di 5 991 000 telespettatori.
Tra le guest star della terza stagione sono presenti: Brandon Routh, Robert Patrick, Kristin Kreuk, Armand Assante, Angie Harmon, Steve Austin, Vinnie Jones, Fred Willard, Swoosie Kurtz e Christopher Lloyd.
In Italia, la terza stagione è stata trasmessa in prima visione assoluta dal 17 ottobre 2010, su Steel di Premium Gallery. In chiaro è stata trasmessa su Italia 1 dal 2 al 25 novembre 2011.
L'antagonista principale della stagione è l'Anello e nel finale della serie Daniel Shaw.
| nº | Titolo originale                    | Titolo italiano                 | Prima TV USA     | Prima TV Italia  |
| -- | ----------------------------------- | ------------------------------- | ---------------- | ---------------- |
| 1  | Chuck Versus the Pink Slip          | Chuck vs. il licenziamento      | 10 gennaio 2010  | 17 ottobre 2010  |
| 2  | Chuck Versus the Three Words        | Chuck vs. le tre parole         | 10 gennaio 2010  | 17 ottobre 2010  |
| 3  | Chuck Versus the Angel de la Muerte | Chuck vs. l'angelo della morte  | 11 gennaio 2010  | 24 ottobre 2010  |
| 4  | Chuck Versus Operation Awesome      | Chuck vs. l'operazione fenomeno | 18 gennaio 2010  | 24 ottobre 2010  |
| 5  | Chuck Versus First Class            | Chuck vs. la prima classe       | 24 gennaio 2010  | 31 ottobre 2010  |
| 6  | Chuck Versus the Nacho Sampler      | Chuck vs. Manoosh               | 1º febbraio 2010 | 31 ottobre 2010  |
| 7  | Chuck Versus the Mask               | Chuck vs. la maschera           | 8 febbraio 2010  | 7 novembre 2010  |
| 8  | Chuck Versus the Fake Name          | Chuck vs. il falso nome         | 1º marzo 2010    | 7 novembre 2010  |
| 9  | Chuck Versus the Beard              | Chuck vs. Morgan                | 8 marzo 2010     | 14 novembre 2010 |
| 10 | Chuck Versus the Tic Tac            | Chuck vs. la tic tac            | 15 marzo 2010    | 14 novembre 2010 |
| 11 | Chuck Versus the Final Exam         | Chuck vs. il test rosso         | 22 marzo 2010    | 21 novembre 2010 |
| 12 | Chuck Versus the American Hero      | Chuck vs. l'eroe americano      | 29 marzo 2010    | 21 novembre 2010 |
| 13 | Chuck Versus the Other Guy          | Chuck vs. Shaw                  | 5 aprile 2010    | 28 novembre 2010 |
| 14 | Chuck Versus the Honeymooners       | Chuck vs. la luna di miele      | 26 aprile 2010   | 28 novembre 2010 |
| 15 | Chuck Versus the Role Models        | Chuck vs. la tigre              | 3 maggio 2010    | 5 dicembre 2010  |
| 16 | Chuck Versus the Tooth              | Chuck vs. il dente              | 10 maggio 2010   | 5 dicembre 2010  |
| 17 | Chuck Versus the Living Dead        | Chuck vs. il morto vivente      | 17 maggio 2010   | 12 dicembre 2010 |
| 18 | Chuck Versus the Subway Route       | Chuck vs. la sconfitta          | 24 maggio 2010   | 12 dicembre 2010 |
| 19 | Chuck Versus the Ring: Part 2       | Chuck vs. l'Anello: Parte II    | 24 maggio 2010   | 12 dicembre 2010 |

## Chuck vs. il licenziamento
- Titolo originale: Chuck Versus the Pink Slip
- Diretto da: Robert Duncan McNeill
- Scritto da: Chris Fedak e Matt Miller

### Trama
Ormai Chuck e Sarah si sono lasciati, lei voleva scappare con Chuck ma lui sentendo che era un suo dovere usare l'Intersect 2.0 per servire la CIA l'ha delusa preferendo farsi addestrare, tra l'altro Chuck non ottiene nemmeno la promozione ad agente della CIA infatti non ha superato l'addestramento non sapendo controllare l'Intersect 2.0 infatti come afferma la Beckman era stato concepito affinché fosse una spia come Bryce a scaricarlo nel proprio cervello, Chuck purtroppo non ha la mentalità di una spia. Chuck ora è un disoccupato, proprio come Morgan che è tornato dalle Hawaii, Anna lo ha lasciato per un altro, adesso Chuck e Morgan vivono insieme, come se non bastasse Sarah non vuole più rivolgergli la parola, è tornata a fare la spia, lei e Casey hanno avvicinato un criminale chiamato Gilles, infatti Sarah è la sua amante, Gilles ha un contatto con un agente dell'Anello. Chuck va in un ristorante per parlare con Sarah mentre lei è in compagnia di Gilles, per colpa di Chuck la copertura salta e i servizi segreti si vedono costretti ad arrestare Gilles prematuramente, tuttavia l'agente dell'Anello che doveva incontrare, Javier, vede Chuck e Sarah da lontano, decidendo di prenderli di mira. Prima Javier uccide Emmett e poi cattura Sarah e Chuck. Quest'ultimo non riesce a usare l'Intersect 2.0 ormai ha perso fiducia nei propri mezzi, Sarah cerca di incoraggiarlo affermando che lui vale più di tutte le spie che ha incontrato. Quando Javier minaccia di far del male a Sarah scatena in Chuck una reazione, lui ha un flash e mette al tappeto Javier, lui e Sarah scappano anche con l'aiuto di Casey che è riuscito a trovarli. La Beckman dà a Chuck un'altra possibilità, tornerà a fare squadra con Sarah e Casey, tra l'altro Chuck, Morgan e Casey tornano a lavorare al Buy More. Chuck cerca di chiarire le cose con Sarah, spera di riconquistarla, il motivo per cui vuole fare la spia è per dare un senso alla propria vita avendo trascorso troppo tempo a non avere uno scopo, ma lei mette in chiaro che il loro amore è stato un errore e che da adesso, se veramente Chuck vuole diventare un agente della CIA, i sentimentalismi sono un lusso che non può più permettersi.
- Nota: l'ultima scena vede Casey addestrare Chuck mentre i due fanno boxe con la canzone Eye of the Tiger in riferimento alla conclusione del film Rocky III.

## Chuck vs. le tre parole
- Titolo originale: Chuck Versus the Three Words
- Diretto da: Peter Lauer
- Scritto da: Allison Adler e Scott Rosenbaum

### Trama
Chuck e Morgan vanno a divertirsi in un night club e casualmente proprio lì incontrano Sarah e Carina, quest'ultima è in compagnia del suo fidanzato Karl, a breve si sposeranno, ma in realtà è solo una messa in scena, Karl è un trafficante d'armi e Carina deve prendere possesso di una valigia che Karl custodisce. Big Mike, in seguito alla morte di Emmett, viene rinominato direttore del Buy More, intanto Morgan, approfittando del fatto che Carina è a Los Angeles, vuole provare a conquistarla, inoltre decide di organizzare una festa a casa sua. Chuck e Sarah vanno alla festa di fidanzamento di Karl e Carina fingendosi suoi amici nonché una coppia, mentre Casey si spaccia per lo zio di Carina. Chuck tenta il dialogo con Sarah ma ormai lei lo tratta solo con disprezzo, tuttavia Carina ha notato che Sarah continua a conservare il braccialetto che Chuck le aveva regalato, Carina fa capire a Chuck che Sarah lo ama ancora, la sua rabbia ne è la prova. Carina vedendo Sarah avvilita le propone di lasciare Burbank a di trasferirsi con lei a Saint-Tropez. Alla festa di Carina e Karl, usando l'Intersect 2.0 Chuck ha un flash riuscendo a eludere il sistema di sorveglianza rubando la valigia insieme a Sarah, tuttavia Chuck in maniera maldestra per la prima volta le confessa di amarla. Tuttavia Sarah non vuole più vedere Chuck, tanto che accetta l'offerta di Carina, arriva anche a chiedere alla Beckman il permesso di lasciare Burbank ma il generale non glielo accorda, il compito di Sarah è quello di addestrare Chuck. Sarah decide dunque di simulare un combattimento contro Chuck per addestrarlo, ma lui si rifiuta di farle del male, al contrario Sarah lo colpisce infierendo su di lui, ciò è la prova che cova tanta rabbia contro Chuck. La copertura di Carina è saltata, Karl ha scoperto che è una spia, rivuole la valigia, quindi Carina la affida a Morgan che la porta a casa sua. Karl rapisce Carina e la costringe e portarlo alla festa a casa di Morgan e Chuck, quest'ultimo non riesce ad avere dei flash, quindi decide di usare l'astuzia, Casey seguendo le direttive di Chuck trova il modo di allontanare gli invitati, Chuck crea un diversivo permettendo a Casey e Sarah di sconfiggere le guardie del corpo di Karl. Quest'ultimo prende Carina come ostaggio ma Chuck lo convince a non farle del male facendogli credere che Carina lo ama per davvero, Karl abbassa la guardia e Carina lo mette fuori combattimento, a quel punto Sarah (col probabile intento di provocare Chuck) afferma che una vera spia non si innamora. Carina e Morgan finiscono a letto insieme, mentre Sarah tratta Chuck in maniera più amichevole ammettendo che ha fatto un buon lavoro salvando Carina, affermando che il suo lato emotivo a volte porta a degli improbabili vantaggi. La Beckman riceve la valigia che apparteneva a Karl, il generale ritiene che sia arrivato il momento di affiancare a Chuck, Sarah e Casey un nuovo agente: Daniel Shaw.
- Guest star: Mini Andén (Carina Miller), Vinnie Jones (Karl)

## Chuck vs. l'angelo della morte
- Titolo originale: Chuck Versus the Angel de la Muerte
- Diretto da: Jeremiah Chechik
- Scritto da: Phil Klemmer

### Trama
Devon vede Chuck tornare a casa dopo aver svolto una delle sue missioni, ammette di invidiarlo dato che vorrebbe una vita avventurosa come quella del cognato. Il Premier Alejandro Goya, dittatore del paese sudamericano del "Costa Gravas" arriva a Los Angeles, ha dei problemi di salute e viene ricoverato al Westside Medical Center dove lavorano Elli e Devon, è quest'ultimo che lo tiene in osservazione. Devon confessa a Chuck che nutre dei sospetti sulle condizioni mediche di Goya, il livello di potassio nel suo sangue è sospettosamente alto, azzarda l'ipotesi che qualcuno lo stia avvelenando. La Beckman incarica Chuck, Sarah e Casey di proteggere Goya dal momento che quest'ultimo vuole cambiare regime inaugurando le prime elezioni democratiche nel Costa Gravas, in passato a Casey gli era stato dato l'ordine di ucciderlo ma ha sempre fallito nel suo intento, addirittura nel Costa Gravas lui è conosciuto come l'Angelo della Morte. La Beckman mette in chiaro che i servizi segreti non daranno supporto alla squadra per questa missione per evitare di danneggiare i canali diplomatici con il Costa Gravas in caso di fallimento. Goya per ringraziare Devon per l'aiuto medico che gli ha dato, invita lui e Ellie a una festa alla sua ambasciata, l'invito viene esteso anche a Chuck e Sarah, mentre Casey si traveste da guardia del corpo. Durante la festa Chuck ha un flash vedendo un uomo, è un agente dell'Anello di nome Jack Artman, è lui che, infiltratosi nel corpo di sicurezza del Costa Gravas, sta avvelenando Goya. Casey tenta di fermare Artman, ma Devon fraintende e aggredisce Casey facendolo arrestare, ora è prigioniero dell'ambasciata. La Beckman mette in chiaro che non può fare nulla per salvarlo, ma Chuck e Sarah non intendono abbandonare Casey anche a costo di violare le regole. Devon si sente in colpa per quello che ha fatto, quindi dato che le condizioni di salute di Goya stanno peggiorando Devon viene convocato all'ambasciata per curarlo, Chuck si spaccia per un medico collega e Sarah per un'infermiera, il loro piano è quello di liberare Casey. Quest'ultimo però riesce a liberarsi da solo e affronta Artman sconfiggendolo, tuttavia Artman fugge, mentre una guardia di sicurezza spara alla gamba di Casey. Le condizioni di salute di Goya stanno peggiorando, gli serve una trasfusione di sangue, Chuck fa capire a tutti che Casey è la soluzione per salvare Goya, hanno lo stesso gruppo sanguigno (AB-) quindi Chuck con un flash riesce a medicare la gamba di Casey e lo anestetizza, grazie al sangue di Casey il premier si salva e in segno di riconoscenza lo libera regalandogli anche dei sigari. Devon, dopo questa esperienza, confessa a Chuck che la vita da spia non lo affascina più, ora ha capito quanto per Chuck sia difficile lavorare per la CIA dato che per essere una spia deve rinunciare a una parte della sua vita, infatti Chuck ormai ha praticamente perso Sarah la quale preferisce soltanto essere sua amica, non ritenendo necessario che i due continuino a fingersi una coppia davanti agli altri. Mentre Devon è al lavoro arriva Artman che lo cattura.
- Guest star: Armand Assante (Alejandro Goya)

## Chuck vs. l'operazione fenomeno
- Titolo originale: Chuck Versus Operation Awesome
- Diretto da: Robert Duncan McNeill
- Scritto da: Zev Borow

### Trama
Chuck è preoccupato per la scomparsa di Devon, quest'ultimo poi si presenta al Buy More, lui e Chuck e si abbracciano ma i problemi sono appena iniziati: l'Anello credendo erroneamente che lui fosse un agente della CIA sta valutando la possibilità di reclutarlo, Devon è terrorizzato e non vuole avere nulla a che fare con questa storia. Chuck lo porta al castello e la Beckman gli spiega che a reclutare Devon è stata Sydney, è a capo della sezione dell'Anello che opera a Los Angeles, ha già provato a reclutare per conto dell'Anello alcuni agenti della CIA, tuttavia finché Sydney non riterrà Devon meritevole di essere un agente dell'Anello non lo segnalerà agli altri suoi colleghi, pertanto per impedire all'Anello di avvicinarsi a Devon basterà neutralizzare Sydney. Big Mike, alla luce del fatto che lui e la madre di Morgan stanno insieme, decide di promuovere Morgan a vice direttore. Morgan scopre che Lester ha creato nel magazzino un fight club dove i dipendenti si affrontano, Morgan gli impone di chiuderlo ma Lester si rifiuta di farlo. Sydney contatta Devon con il cellulare che gli ha dato, servono per consentire all'Anello una rete di comunicazione sicura, come test per entrare a far parte dell'Anello deve uccidere l'agente speciale della CIA Daniel Shaw, il quale si trova al Crystal Towers a Downtown, Devon va lì e Chuck lo aiuta usando le pistole narcotizzanti per mettere fuori combattimento le guardie di sicurezza, ma poi Chuck scopre che il Crystal Towers è in realtà una base della CIA. Fa la sua comparsa Sydney ma la Beckman dà ordine a Sarah e Casey di non arrestarla. Chuck e Devon trovano Shaw che prima ingerisce dell'amiodarone e poi si spara in un punto non vitale simulando la propria morte, arriva Sydney la quale crede che Shaw sia morto e quando lei va via, Devon lo rianima. Shaw va al castello e la Beckman spiega a Chuck e alla sua squadra che da ora Shaw sarà il loro supervisore, è da cinque anni che indaga sull'Anello, è già a conoscenza del fatto che Chuck ha scaricato nel proprio cervello l'Intersect 2.0 tuttavia Chuck non capisce per quale motivo non hanno acconsentito che Sydney venisse arrestata. Shaw afferma che preferisce che Devon continui a fare da contatto tra loro e l'Anello in modo da usarlo per arrivare a loro, ma Chuck si oppone nella maniera più assoluta, Devon non vuole avere nulla a che fare con l'Anello, e Chuck non intende metterlo in pericolo, ma Shaw è irremovibile. Morgan, capendo che come vice direttore deve mostrare più autorevolezza, scioglie il fight club dopo aver minacciato Lester di licenziarlo. Chuck, andando contro il volere di Shaw, usa il cellulare dell'Anello e viola la loro rete di comunicazione, contatta Sydney invitandola a raggiungerlo al Buy More, spiegandole che è lui l'agente della CIA e non Devon, il piano di Chuck è quello di mettere Shaw, Sarah e Casey nella posizione di arrestare Sydney. Le cose però non vanno come lui sperava, infatti anche se Casey e Sarah vorrebbero aiutarlo, Shaw li minaccia di morte, non tollerando che Chuck gli abbia disubbidito non intende aiutarlo. Chuck è troppo agitato per riuscire ad avere un flash, nonostante le minaccia di Shaw, sia Sarah che Casey vanno a salvare Chuck e sconfiggono gli uomini di Sydney, quest'ultima affronta Sarah riuscendo a sopraffarla, tenta poi la fuga ma Chuck le punta contro una pistola intimandole di arrendersi ma è evidente che non ha il coraggio di spararle. Sydney con un coltello si appresta a uccidere Chuck, ma Shaw inaspettatamente salva il collega e spara a Sydney uccidendola. Ora che Sydney è morta Devon non rischia più di essere reclutato dall'Anello, quello tra Shaw e Chuck si rivela un inizio burrascoso, quest'ultimo accusa Shaw di essere un egoista e in effetti lui non lo nega ritenendo che l'affettività rende una spia debole e vulnerabile, tuttavia Chuck mette in chiaro con Shaw che lui non smetterà mai dare la priorità alle persone a cui vuole bene. 
- Guest star: Angie Harmon (Sydney Prince), Brandon Routh (Agente Daniel Shaw)

## Chuck vs. la prima classe
- Titolo originale: Chuck Versus First Class
- Diretto da: Fred Toye
- Scritto da: Chris Fedak

### Trama
Shaw ha preso il controllo del castello, ora Chuck, Sarah e Casey lavorano dietro le sue direttive, tuttavia non è soddisfatto del rendimento della squadra, ma inaspettatamente non imputa la colpa a Chuck, ma proprio a Sarah e Casey, che a suo dire sono sempre stati troppo protettivi con Chuck e non gli hanno mai permesso di esprimere il suo potenziale, anche perché Shaw ha constatato che, ben prima che Chuck scaricasse nel proprio cervello l'Intersect 2.0 dava già un degno contributo nelle missioni, a detta di Shaw in effetti Chuck ha già svolto più missioni di altri agenti più esperti. Shaw decide dunque di affidargli la sua prima missione in solitaria, Sarah supplica Chuck di non farlo ma lui apprezza la fiducia che Shaw ripone nei suoi confronti: Chuck deve prendere un volo di linea da Los Angeles a Parigi, in prima classe, e rubare una chiave elettronica in possesso di Hugo Panzer, agente dell'Anello. Chuck in prima classe conosce una giovane donna molto bella e gentile di nome Hannah, la quale è un'esperta di computer, lavora in una grande azienda, i due si prendono subito in simpatia, Chuck le fa credere di essere un uomo di successo. Sarah si mette a litigare con Shaw constatando che lui ha fatto delle indagini sul suo conto, è consapevole che è la figlia di un truffatore, ma ciò che più lo disturba è che è il fatto che sette mesi prima, quando Chuck era a Praga per l'addestramento Sarah si era recata a Lisbona per qualche giorno e vuole capirne il motivo. Chuck nella stiva affronta Panzer e con un flash riesce a sconfiggerlo, poi trova la chiave elettronica, era all'interno di una bara, un modo per evitare i controlli doganali. Morgan è vittima degli scherzi di Jeff e Lester che non accettano la sua autorità, Casey decide di aiutarlo, Morgan lo nomina suo assistente, Casey usa su Lester una tecnica di manipolazione mentale costringendolo a essere servile con Morgan. Chuck decide di essere sincero con Hannah confessandole di lavorare al Buy More, anche lei decide di essere onesta, infatti è stata licenziata da poco. L'hostess dell'aereo avvelena il drink di Chuck, anche lei è un agente dell'Anello, lei e Panzer nella stiva catturano Chuck, ma Sarah tramite un sistema di pilotaggio a distanza messo a disposizione da Shaw, riesce a inclinare temporaneamente l'aereo in modo che i bagagli nella stiva cadano sopra i due agenti dell'Anello che perdono i sensi e Chuck ruba l'antidoto. Anche se Chuck desiderava visitare Parigi, Shaw gli dà l'ordine di tornare a Burbank dato che la missione si è conclusa, prima di separarsi da Hannah le offre la possibilità di lavorare al Buy More se lo desidera. Chuck torna al castello, Shaw mostra la valigia (quella rubata a Karl) al suo interno c'è una custodia che può essere aperta con la chiave recuperata da Chuck, dentro ci sono informazioni sull'Anello recuperate da un agente della CIA che indagava sull'organizzazione criminale, ma c'è anche un anello di fidanzamento. Shaw spiega a Sarah che la spia che aveva recuperato quelle informazioni era la sua defunta moglie Evelyn, venne uccisa cinque anni fa da un agente dell'Anello, come lui stesso afferma ha fatto l'errore di innamorarsi di una sua collega. Sarah confessa a Shaw che, dopo aver cremato Bryce, era andata a Lisbona per spargere le sue ceneri, dato che erano le sue volontà, era a Lisbona che Bryce e Sarah fecero la loro prima missione insieme. Chuck al Buy More riceve un'inaspettata sorpresa: Hannah è venuta a trovarlo, ha deciso di accettare la sua offerta.
- Guest star: Steve Austin (Hugo Panzer), Kristin Kreuk (Hannah), Brandon Routh (Agente Daniel Shaw)

## Chuck vs. Manoosh
- Titolo originale: Chuck Versus the Nacho Sampler
- Diretto da: Allan Kroeker
- Scritto da: Matt Miller e Scott Rosenbaum

### Trama
Adesso che Hannah lavora al Buy More, i suoi colleghi si infatuano di lei, Chuck però è troppo occupato con il suo secondo lavoro da spia per pensare a Hannah e alla sua formazione, quindi chiede a Morgan di istruire Hannah al suo posto. Shaw si è assentato per svolgere un lavoro sotto copertura, quindi Chuck e la sua squadra devono agire senza di lui, la Beckman li informa che l'Anello, da un conto bancario off shore, ha versato dei soldi a un uomo di nome Manoosh Depak, un tempo frequentava il MIT ma abbandonò gli studi. Chuck si offre di avvicinarsi lui personalmente a Manoosh, lo tratterà come una propria risorsa, Chuck infatti è smanioso di dimostrare la sua capacità di gestire ogni situazione. Chuck e Manoosh fanno amicizia, infatti Manoosh lo prende subito in simpatia. Nel frattempo Morgan, che inizia a provare una forte attrazione per Hannah, cerca di fare colpo su di lei imparando a conoscere i suoi interesse, ma la cosa prende una piega inaspettata quando Hannah gli rivela del viaggio a Parigi che Chuck aveva recentemente fatto, di cui Morgan era all'oscuro, adesso Morgan ha capito che Chuck ha una seconda vita di cui non sapeva nulla. Nel parcheggio del Buy More, Mannosh viene attaccato dagli agenti dell'Anello, sono arrabbiati con lui perché avevano finanziato il lavoro di Manoosh sulla progettazione di un'arma che desiderano avere e infatti Manoosh non intende consegnargliela. Manoosh dà sfoggio dell'arma, Chuck e i suoi colleghi assistono alla scena da una videocamera, stupefatti nel vedere che l'arma progettata da Manoosh sono degli occhiali da sole, appena lui li indossa affronta gli agenti dell'Anello sconfiggendoli, ha usato delle tecniche di lotta simili a quelle dell'Intersect 2.0 ciò che desidera è arricchirsi vendendo gli occhiali da sole a chi sarà disposto a offrirgli più denaro. Casey ha capito che l'Anello è entrato in possesso di alcuni componenti dell'Intersect 2.0 precedentemente creato dalla CIA e hanno pagato Manoosh per crearne uno nuovo, infatti questa versione elaborata da Manoosh fa in modo che una persona abbia un flash solo quando indossa gli occhiali da sole. Sarah scopre che Manoosh ha acquistato un biglietto aereo per Dubai e dunque Casey capisce che è diretto al Weap Con un convegno per la promozione e la vendita di armi innovative. Chuck, Sarah e Casey lo raggiungono al convegno, Chuck rivela a Manoosh che lavora per la CIA e che devono prenderlo in custodia per proteggerlo dall'Anello, ma Manoosh non sente ragioni, avido di soldi vuole vendere gli occhiali da sole indipendentemente dall'uso che ne faranno. Arrivano gli agenti dell'Anello che lo minacciano di morte, Manoosh a quel punto distrugge gli occhiali da sole, in questo modo l'Anello avrà ancora bisogno di lui per ricostruirli, Chuck, Sarah e Casey sconfiggono gli agenti dell'Anello, mentre Manoosh, che afferma di essersi pentito delle sue azioni, prega Chuck di lasciarlo fuggire, tuttavia quest'ultimo lo narcotizza con una pistola a dardi soporiferi e lo cattura. Chuck mette in chiaro con Manoosh che verrà trasferito in una struttura isolata a protetta, dovrà rinunciare per sempre alla propria vita, Manoosh lo supplica di trovare un'altra soluzione ma Chuck non intende farlo (pur dispiaciuto per lui) precisando che loro due non sono amici. Casey è decisamente soddisfatto del comportamento di Chuck, ma Sarah non riesce a nascondere la propria delusione constatando che Chuck non è più la persona che lei aveva conosciuto, ora per diventare una spia si sta trasformando in un uomo freddo pronto a manipolare le persone. 
- Guest star: Kristin Kreuk (Hannah), Fahim Anwar (Manoosh Depak).

## Chuck vs. la maschera
- Titolo originale: Chuck Versus the Mask
- Diretto da: Michael Schultz
- Scritto da: Phil Klemmer

### Trama
Shaw va in un museo, deve rubare un manufatto chiamato la "Maschera di Alessandro" ma a causa di un inconveniente rimane intrappolato nella sala dove la maschera è custodita e per via dell'impianto di sicurezza le riserve di ossigeno a breve finiranno e lui morirà. Chuck, come dipendente del Buy More, va al museo accompagnato da Hannah, e ripristina il sistema di sicurezza anche con l'aiuto della collega, e salva Shaw. Quest'ultimo ammette che doveva rubare la Maschera di Alessandro perché ha scoperto che l'Anello vi ha nascosto al suo interno un'arma. Il direttore del museo offre a Chuck e Hannah il compito di tutelare il sistema di sorveglianza durante la mostra, Shaw e Sarah prendono parte all'evento fingendo di essere una coppia. Shaw si sta rendendo conto di provare dei sentimenti per Sarah, tenta più volte un approccio con lei, ma Sarah pare infastidita dalle sue attenzioni. Nel museo Hannah ammette che prova per Chuck un interesse che va oltre l'amicizia, è per questo che ha voluto lavorare al Buy More, lei e Chuck si baciano, ma quest'ultimo da una delle videocamere, ha un flash guardando uno degli invitati, si tratta di Vasillis, un agente dell'Anello, purtroppo Shaw lo conosce bene, lui è costretto a ritirarsi temendo che Vasillis possa riconoscerlo, quindi dovrà essere Chuck ad affiancare Sarah, i due devono rubare la Maschera di Alessandro. Durante il furto i due si rivelano ancora gelosi l'uno dell'altra, Chuck infatti è infastidito dal fatto che Shaw ci stia provando con Sarah, mentre quest'ultima è un po' arrabbiata per via dell'attrazione tra Chuck e Hannah, tuttavia i due riescono a rubare la Maschera di Alessandro sostituendola con una falso a dispetto del tentativo degli agenti dell'Anello di fermarli. Il giorno dopo Vasillis, credendo che Hannah fosse complice di Chuck, riesce ad attirarla al museo facendole credere di essere il curatore, e la rinchiude nella sala dove la Maschera di Alessandro era custodita, il sistema di sicurezza si attiva e le riserve di ossigeno a breve finiranno e lei morirà. Mentre Shaw esamina la Maschera di Alessandro senza volerlo espone l'arma al suo interno, si tratta di un gas tossico il cyclosarin, Shaw e Sarah lo inalano, moriranno se non gli verrà somministrato in tempo l'antidoto. Vasillis contatta Chuck spiegandogli che Hannah morirà nel museo se non gli restituisce il gas tossico, Chuck e Casey vanno quindi a salvarla, a Chuck viene un'idea, infatti quando va al museo usa un fumogeno facendo credere a Vasillis che si tratta del gas tossico e che moriranno, Vasillis entra nel panico e quindi cerca l'antidoto che è nascosto in un altro dei reperti del museo, Chuck colpisce Vasillis con un vaso e lo rompe trovandovi l'antidoto, lo dà a Casey che in fa in modo che venga somministrato a Shaw e Sarah, mentre Chuck salva Hannah. Casey, Shaw e Sarah si complimentano con Chuck per come ha condotto la missione, Shaw gli è riconoscente per averlo salvato, ma mettono in chiaro con lui che non saranno una squadra per sempre, l'Intersect 2.0 è stato concepito affinché Chuck impari di ventare una spia indipendente, loro per adesso gli stanno solo insegnando le basi affinché impari a cavarsela da solo. Sarah spiega a Chuck che è meglio che loro due non si vedano più, nemmeno come colleghi, perché finché gli resterà vicino lei inevitabilmente intralcerà la sua vita sentimentale decidendo questa volta di sostenere la sua relazione con Hannah, anche Chuck afferma che lei e Shaw sarebbero una coppia perfetta (anche perché Sarah ha ammesso di ricambiare l'attrazione di Shaw). Nonostante i toni amichevoli con cui conversano Chuck e Sarah, dal modo in cui si guardano, tradiscono ancora il loro reciproco amore, per orgoglio non riescono ad ammetterlo. Chuck trascorre la notte al Buy More con Hannah facendo l'amore con lei, mentre Sarah passa la notte al castello con Shaw, però stando con lui, dalla sua espressione, Sarah non pare realmente felice. Vasillis per il suo fallimento viene ucciso dai suoi colleghi dell'Anello.
- Guest star: Kristin Kreuk (Hannah), Brandon Routh (Agente Daniel Shaw)

## Chuck vs. il falso nome
- Titolo originale: Chuck Versus the Fake Name
- Diretto da: Jeremiah Chechik
- Scritto da: Allison Adler

### Trama
La vita di Chuck pare andare a gonfie vele, lui e Hannah stanno bene insieme e lei si guadagna subito la simpatia di Ellie e Devon, anche se Sarah cerca di nasconderlo soffre nel vedere Chuck con un'altra. Intanto Casey, Shaw e Sarah catturano il killer su commissione Rafe Gruber e lo conducono nel castello, è ritenuto uno dei migliori cecchini al mondo, l'Anello lo voleva assoldare per uccidere un obiettivo. Chuck risponde al cellulare di Gruber e si spaccia per lui, sono gli agenti dell'Anello, vogliono vederlo. Chuck li raggiunge con Casey che si spaccia per il suo assistente, ma un agente dell'Anello riconosce Casey dal momento che erano compagni della stessa unità nell'esercito, chiamandolo con il nome di "Alex Coburn" sentendo quel nome Chuck ha un flash scoprendo che si tratta della vera identità di Casey. Gli agenti dell'Anello capiscono che è una spia, Chuck allora prende in mano la situazione e picchia Casey fingendo che era all'oscuro del fatto che è una spia, con delle pinze gli estrae anche un dente. Intervengono Sarah e Shaw che salvano Casey, a quel punto Chuck simula con loro uno scontro fingendo di sconfiggerli, dando agli agenti dell'Anello il tempo di scappare, Chuck nei panni di Gruber si guadagna così la loro fiducia. Chuck si scusa con Casey per quello che è accaduto ma lui non è affatto arrabbiato, al contrario è fiero di lui per come ha gestito la cosa, anche Shaw è molto soddisfatto dei suoi progressi, è solo Sarah che ormai non riesce più a stimarlo vedendo che sta diventando sempre più diverso dell'uomo di cui si era innamorata. Alcuni agenti scortano via Gruber dal castello, ma lui li uccide fuggendo. Intanto gli agenti dell'Anello, che credono ancora che sia Chuck il vero Gruber, lo portano in un appartamento, con un fucile da precisione dovrà uccidere il suo bersaglio che punta sull'appartamento di Shaw: è lui che l'Anello vuole morto. A un tratto Chuck nota che Sarah è andata a trovare Shaw nel suo appartamento, e rimane sconvolto quando Sarah confessa a Shaw il suo vero nome, lei si chiama Sam, ammettendo che ha cambiato identità tante di quelle volte che ha perso il contatto con la propria e che vedendo come Chuck si è comportato con Manoosh e Casey sente di rivedere nella sua evoluzione come agente della CIA lo stesso cambiamento che affrontò lei in passato. Non solo Chuck ha capito che Sarah si sta innamorando di Shaw ma ora ha compreso quanto sia delusa da lui ora che ha scelto di diventare una spia. Mentre Sarah e Shaw si baciano arriva Chuck che lo affronta, anche se in realtà Chuck sta solo salvando Shaw tentando di guadagnare del tempo, tuttavia Chuck sfoga la sua rabbia contro Shaw e lo colpisce con un pugno. Gruber uccide gli agenti dell'Anello e poi prende Sarah in ostaggio, ma Casey uccide Gruber salvando la collega sparandogli con il fucile da precisione che Chuck doveva usare su Shaw. Ormai Sarah e Shaw sono diventati una coppia, mentre Hannah decide di presentare Chuck ai suoi genitori, ma lui la lascia spiegandole che lei merita più di quanto possa offrirle. Hannah si arrabbia accusando Chuck di essere solo un manipolatore e un bugiardo, Chuck adesso è nuovamente solo, avendo capito che senza l'amore di Sarah lui non può essere felice.
- Guest star: Johnny Messner (Rafe Gruber), Tony Sirico (agente dell'Anello), Kristin Kreuk (Hannah), Brandon Routh (Agente Daniel Shaw)

## Chuck vs. Morgan
- Titolo originale: Chuck Versus the Beard
- Diretto da: Zachary Levi
- Scritto da: Scott Rosenbaum

### Trama
Hannah ha lasciato il Buy More e in seguito alla loro rottura Chuck ha smesso di avere dei flash, tanto che la squadra non intende più farlo operare in campo. Chuck associa la sua incapacità di usare l'Intersect 2.0 alla rottura con Hannah, in effetti Shaw e Sarah sono dispiaciuti per lui, tentano anche di aiutarlo, ma lui preferisce non coinvolgerli nei suoi problemi: non hanno capito che in realtà i problemi di Chuck hanno poco a che vedere con Hannah è più col fatto che loro due stanno insieme. Shaw e Sarah, fingendosi una coppia sposata, vanno in un hotel accompagnati da Casey, lì l'Anello intende reclutare un nuovo agente. Casey ispeziona una delle camere dell'albergo e vi trova solo uno dei cellulari dati in dotazione agli agenti dell'Anello, ma non c'è nessuno, infatti è una trappola, volevano solo allontanarli dal castello, è quello il loro obiettivo. Gli agenti dell'Anello prendono possesso del castello che è protetto solo da un inerme Chuck, Morgan vendendoli entrare da un passaggio segreto, entra nella struttura. Due agenti dell'Anello escono dal castello, Casey li affronta e li sconfigge (anche con l'aiuto di Jeff). Purtroppo gli agenti dell'Anello hanno manomesso tutte le entrare e le uscite, quindi sia dal Buy More che dal Orange Orange non è più possibile entrare nella base. Morgan e Chuck vengono catturati dagli agenti dell'Anello, adesso Morgan ha scoperto che il suo amico lavora per la CIA. Shaw intende attivare il sistema di autodistruzione del castello in modo che l'Anello non entri in possesso delle informazioni al suo interno, anche se ciò significa condannare a morte anche Chuck, ma Sarah lo supplica di aspettare ancora qualche minuto. Chuck racconta a Morgan tutta la verità, a cominciare dall'Intersect che Bryce gli affidò facendo sì che Chuck lo scaricasse nel suo cervello, che la storia tra lui e Sarah era solo una messa in scena e che lei e Casey sono delle spie. Morgan è fiero del suo amico affermando che Chuck è alla stregua di un eroe, ma contemporaneamente comprende quanto lui abbia sofferto in questi ultimi anni dovendo fingere che Sarah era la sua fidanzata quando è palese che lui la ama per davvero. Chuck è sorpreso nel constatare che Morgan non ha mai dubitato che i suoi sentimenti per Sarah sono sinceri, infatti come afferma Morgan indipendentemente da tutte le bugie che Chuck ha raccontato pur di impedire che nessuno scoprisse che lavora per la CIA, il suo amore per Sarah è l'unica cosa su cui non può mentire. Chuck non nega che ha tentato in tutti i modi di autoconvincersi di non amare Sarah, ma adesso trova il coraggio di ammettere quanto sia innamorato di lei, Chuck supera il suo blocco emotivo e attiva un flash sconfiggendo gli agenti dell'Anello, ne rimane solo uno ma Morgan lo mette al tappeto colpendolo con un bastone. Chuck e Morgan escono dal castello, ora che quest'ultimo conosce la verità su Chuck e l'Intersect Shaw insiste per mandarlo via da Burbank e inserirlo in un programma di protezione, anche Casey è d'accordo. Tuttavia Chuck è irremovibile, Morgan non verrà mandato via, è il suo migliore amico da 22 anni, si fida di lui, inaspettatamente Sarah è dalla parte di Chuck, e dunque Shaw decide rispettare il suo volere. Chuck e Morgan si godono una piacevole serata a giocare ai videogame, grazie al suo amico Chuck ha ritrovato il suo buon umore. Intanto, mentre Casey è tutto solo al castello con il cellulare dell'Anello prelevato nell'albergo, il cellulare si mette a suonare e Casey risponde, l'Anello vuole servirsi di lui, era Casey l'agente che volevano reclutare.
- Guest star: Brandon Routh (Agente Daniel Shaw), Cedric Yarbrough (Neil), Diedrich Bader (Del)

## Chuck vs. la tic tac
- Titolo originale: Chuck Versus the Tic Tac
- Diretto da: Patrick Norris
- Scritto da: Rafe Judkins e Lauren LeFranc

### Trama
Mentre Shaw è a Washington, la Beckman affida una missione a Chuck, Sarah e Casey: devono testare le capacità di Chuck nell'utilizzo dell'Intersect 2.0 fino a raggiungere il livello finale di una delle basi della CIA. In effetti Chuck supera la prova, ma proprio nell'ultimo livello, in un magazzino, vede che Casey sta rubando qualcosa avendo tentato di non farsi notare. Chuck, credendo che sia tutta una messa in scena e che la Beckman voglia solo metterlo alla prova, denuncia Casey per furto, ma in realtà Casey ha veramente rubato qualcosa dal magazzino di propria iniziativa, e viene arrestato. Devon desidera mettere le distanze da Chuck e dal mondo dello spionaggio, e convince Ellie a lasciare Los Angeles con lui per unirsi ai medici senza frontiere. La Beckman spiega a Chuck e Sarah che Casey ha rubato un farmaco dal magazzino, il Laudanol, esso elimina la paura, Sarah è delusa vedendo come Chuck ne sia interessato ritenendo che il Laudanol e l'Intersect 2.0 lo renderebbero una spia perfetta anche a costo di perdere la sua emotività. Casey non vuole spiegare i motivo che lo hanno spinto al furto, a breve verrà trasferito in Tailandia dove la tortura è legale. Chuck decide di liberarlo, Sarah è pronta ad aiutarlo, sebbene per molto tempo abbia trattato Chuck con ostilità per la prima volta lo sta rivalutando positivamente, vedendo che Chuck mette il bene di Casey anche davanti alla sua carriera pur sapendo che agendo così rischia di non diventare un agente della CIA. Morgan mostra a Chuck un video che lui ha girato mentre Casey ospitava un uomo a casa sua, Chuck ha un flash scoprendo che si tratta del colonnello James Keller, membro dei corpi speciali congedato con disonore, fu lui a convertire Bennett (il mentore di Casey) in un mercenario. Keller riesce a liberare Casey, a quel punto la Beckman racconta la verità a Chuck e Sarah: quella di John Casey è un'identità fittizia, ai tempi in cui si faceva chiamare Alex Coburn come membro dell'esercito inscenò una falsa morte nel 1989 in Honduras e con il nome di John Casey sotto la guida di Keller divenne una spia, adesso Keller è un agente dell'Anello e chiaramente ha convinto Casey a passare dalla loro parte. Casey ha nascosto il Laudanol al Buy More e manipola Morgan affinché lo ritiri al suo posto, ma Chuck intuendo le sue intenzioni prende a Morgan il Laudanol, a quel punto Chuck e Sarah trovano Casey nella sua casa e lo convincono a fidarsi di loro perché sanno che non è un traditore. Casey racconta la verità: Keller lo ha obbligato a rubare il Laudanol con la minaccia di uccidere Kathleen, era la fidanzata di Casey prima che egli inscenasse la sua morte. Chuck va da Kathleen per metterla al sicuro, mentre Casey accompagnato da Sarah va nel rifugio di Keller, a quel punto Sarah sconfigge i soldati di Keller mentre quest'ultimo muore quando Casey gli spezza l'osso del collo dal momento che Keller aveva già dato ordine ai suoi uomini di uccidere Kathleen. Casey e Sarah vanno a salvarla ma non serve infatti Chuck seguendo il consiglio di Casey, ha ingerito il Laudanol e con l'Intersect 2.0 ha sconfitto gli agenti dell'Anello con facilità, stava quasi per ucciderne uno, solo le suppliche di Sarah gli impediscono di farlo, Sarah è inorridita avendo visto nello sguardo freddo di Chuck quello di Casey quando ha ucciso Keller. Casey e i suoi amici scoprono che Kathleen ha una figlia di nome Alex. La Beckman non può perdonare Casey per il furto, alla luce della sua gloriosa carriera non lo arresta, ma da ora non sarà più una spia. Sarah, ritenendo che Chuck stia diventando una spia spietata, va da Shaw a Washington ormai sempre più determinata a escludere Chuck dalla propria vita. Chuck fa notare a Casey che, dal momento che ora non è più una spia, forse lui e Kathleen potrebbero tornare insieme, anche perché è ovvio che Alex è sua figlia. Casey però non intende far parte delle loro vite, ha scelto di essere una spia rinunciando all'amore di Kathleen, ed è una decisione che non ha rimpianto, tuttavia aggiunge che Chuck non è costretto a fare la stessa scelta, per la prima volta sostiene il suo amore per Sarah affermando che Chuck può ancora riconquistarla.
- Guest star: Robert Patrick (Col. James Keller), Mekenna Melvin (Alex McHugh)

## Chuck vs. il test rosso
- Titolo originale: Chuck Versus the Final Exam
- Diretto da: Robert Duncan McNeill
- Scritto da: Zev Borow

### Trama
L'episodio inizia con Hunter Perry che fugge in una stazione ferroviaria, cade per terra e viene raggiunto da Chuck che gli punta contro una pistola. Tornando indietro di tre giorni, Casey ormai è solo un civile, l'unica cosa che ha è il suo lavoro al Buy More, Sarah e Shaw tornano da Washington dove è stato discusso il futuro di Chuck: egli verrà trasferito a Roma dove lavorerà sotto copertura come un ricco industriale, ma Chuck non è per nulla felice dato che Shaw e Sarah invece resteranno a Washington per combattere l'Anello, adesso perderà per sempre la donna che ama. La Beckman affida a Chuck una missione, Anatoli Zevlovski (agente del servizi segreti russi) lavora per l'Anello, all'hotel Cobalt incontrerà un agente della CIA che vende informazioni sulle spie che operano sotto copertura, l'incarico di Chuck è scoprire l'identità dell'agente della CIA, Sarah gli spiega che questo è il suo test finale, se lo supera Chuck sarà un agente della CIA. Chuck e Sarah si appostano all'esterno del Cobalt, mentre i due sono insieme, dalle parole di Sarah, si evince che lei non è innamorata di Shaw, addirittura non sembra nemmeno prendere in considerazione l'idea di andare a vivere con lui, infatti ammette che non prova in compagnia di Shaw le sensazioni che prova con Chuck. Quest'ultimo le spiega che il motivo per cui non era scappato con lei preferendo invece diventare un agente della CIA è perché sentiva che solo diventando una spia avrebbe potuto eliminare gli ostacoli che li hanno sempre divisi. Proprio quando stavano per baciarsi Shaw avvisa Chuck che Anatoli è entrato al Cobalt, poi Chuck con non poche difficoltà, usando la videocamera nei suoi occhiali, inquadra il volto dell'agente della CIA, si tratta di Perry, il quale uccide Anatoli. Adesso Chuck è diventato un agente della CIA, Sarah lo invita a cena in un ristorante, e lui non può che esserne felice. Chuck dà a Casey la bella notizia, tuttavia quest'ultimo trova sospettoso che Chuck abbia ottenuto la promozione così facilmente. Infatti i sospetti di Casey sono fondati, Shaw vuole prima sottoporlo al "test rosso" uccidere per la prima volta un obiettivo per conto della CIA, effettivamente era stato Shaw a chiedere a Sarah di invitare Chuck a cena in modo da convincerlo a eseguire l'ordine, Shaw dà per scontato che se sarà Sarah a chiederglielo lui non si sottrarrà dal farlo. Sarah in realtà è totalmente in disaccordo con Shaw, non vuole fare di Chuck un assassino, ma lui non le dà scelta, costretta a obbedirgli. Chuck e Sarah si vedono al ristorante e lei gli dà una pistola, arriva Perry, a quel punto Sarah ordina a Chuck di ucciderlo altrimenti non sarà un agente della CIA. Chuck, colto alla sprovvista, decide in un primo momento di uccidere Perry, ma poi non trova la forza di farlo, preferisce arrestarlo, ma lui scappa fino alla stazione ferroviaria, tornando alla scena iniziale dell'episodio, Sarah li segue e sente un colpo di pistola vedendo Perry per terra senza vita, Chuck lo ha ucciso. Shaw è soddisfatto, mentre Sarah si sente in colpa, lei sperava che Chuck non lo facesse, non voleva che Chuck diventasse un assassino. Shaw è consapevole che Sarah è ancora legata a Chuck, le chiede se lo ama ancora ma lei afferma di non poterlo più amare ora che Chuck si è reso colpevole di un omicidio. Shaw la supplica di non essere troppo severa nel giudicare Chuck, lui fondamentalmente ha solo preso la stessa scelta che hanno preso loro, ovvero diventare un agente della CIA e servire il paese. Sarah racconta a Shaw del suo test rosso, uccise una donna, Sarah era agitata non le dissero nemmeno come si chiamava. Shaw afferma che una spia, indipendentemente da quanto le sue azioni possano sembrare controverse, opera per un bene superiore ma Sarah si limita a dirgli, ripensando a quando uccise quella donna che è stato «Il giorno peggiore della mia vita» facendogli capire che non la pensa come lui. All'insaputa di tutti è stato Casey a sparare a Perry, si era nascosto dietro a un vagone, Chuck gli chiede per quale motivo ha ucciso Perry, a quel punto Casey gli risponde che sapeva che Chuck non lo avrebbe mai fatto, ma questo dovrà rimanere un segreto perché Casey ora è un civile e dunque quello che ha commesso è un omicidio. Chuck si sente smarrito, non si reputa una vera spia e ha perso l'amore di Sarah. A Chuck vengono consegnati il distintivo e la pistola d'ordinanza, adesso è un agente della CIA.
- Guest star: Brandon Routh (Agente Daniel Shaw), Kelly Thiebaud (Evelyn Shaw), Kyle Bornheimer (Hunter Perry)

## Chuck vs. l'eroe americano
- Titolo originale: Chuck Versus the American Hero
- Diretto da: Jeremiah Chechik
- Scritto da: Max Denby, Matt Miller e Phil Klemmer

### Trama
Un agente dell'Anello recupera dal cadavere di Perry custodito nell'obitorio una capsula metallica uccidendo il medico legale. Chuck incontra il Generale Beckman a Washington e dopo aver espresso il suo disagio nell'iniziare una nuova vita, lei gli concede una settimana di vacanza per schiarirsi le idee, allora Chuck torna a Burbank per riconquistare Sarah. Al castello apprende che Sarah vuole partire per Washington con Shaw. Ormai Chuck, davanti all'apparente indifferenza di Sarah nei suoi riguardi, decide di rinunciare alla CIA ma Morgan, Casey e Devon lo costringono a tentare con lei una riconciliazione. Il gruppo raggiunge il ristorante in cui Sarah e Shaw stanno cenando, Morgan finge di essere un agente dell'Anello e contatta Shaw al telefono per allontanarlo da Sarah, mentre Chuck la raggiunge e cerca di convincere Sarah a seguirlo, giura di non aver ucciso lui quell'agente corrotto pur non scendendo nel dettaglio, il problema è che Sarah non accetta che lui sia cambiato da quando ha deciso di diventare un agente della CIA. Lui le spiega che quando si conobbero non aveva né prospettive né amor proprio, ora invece sente di essere cambiato in meglio, ma al di sopra di tutto vuole Sarah al suo fianco. Il diversivo di Morgan permette a Shaw di difendersi da una minaccia reale del vero Anello e mentre cerca di raggiungere Sarah, un agente dell'Anello gli comunica che il direttore vuole incontrarlo, nel frattempo interviene Devon che stende Shaw credendo erroneamente che volesse fare del male a Chuck. Dopo quanto accaduto Devon, Morgan e Casey vengono arrestati per aggressione, fortunatamente Ellie li tira fuori dai guai, quando scopre da loro che Chuck vuole tornare con Sarah si rivela felice constatando che suo fratello per la prima volta sta veramente combattendo per ciò che desidera. Al castello, la Beckman informa Shaw che l'agente dell'Anello che lo ha avvicinato al ristorante aveva precedentemente rubato dal cadavere di Perry la capsula contenente una pen drive, incaricando Shaw recuperarla. Shaw decide di recarsi all'incontro, Sarah cerca di fargli cambiare idea, ma lui è determinato a vendicare la morte della moglie. Quando Chuck arriva al castello Sarah gli spiega il piano suicida di Shaw: lui farà da esca e con un attacco aereo l'aviazione militare distruggerà la base dell'Anello. Sarah non intende lasciarlo morire ma Chuck decide di seguirlo dopo aver rinchiuso Sarah dentro la base, ha capito quanto Sarah tenga a Shaw e infatti visto l'amore che prova per Sarah decide di salvarlo. Jeff e Lester per dimostrare la loro natura di stalker, inseguono Shaw e avvisano Chuck su dove si trova. Chuck fa irruzione nel magazzino e mette fuori combattimento gli uomini dell'Anello, il direttore mostra a Shaw la pen drive recuperata dal cadavere di Perry, essa contiene il video della morte di sua moglie, Shaw scopre così che l'assassina è Sarah: era stato il suo test rosso. Un agente dell'Anello fa perdere i sensi a Shaw con un taser, tra l'altro quello con cui Shaw aveva conversato era solo un ologramma del diretto il quale promette a Shaw che presto lo contatterà. Dai piani alti viene deciso di radere al suolo il luogo dell'incontro in modo da eradicare l'Anello, grazie a Casey, Sarah è libera e raggiunge il magazzino, ma Il B2 arriva prima di lei e lo rade al suolo. In lontananza spunta Chuck tra le fiamme con in spalla Shaw. Di ritorno al castello, Chuck confessa amore a Sarah, ma non vuole forzarla a stare con lui, intende partire e le dà appuntamento alla stazione qualora volesse dare alla loro relazione una seconda possibilità. Shaw, in ospedale, si riprende, sul suo volto appare un'espressione rabbiosa mettendosi al dito la sua fede nuziale. Sarah, col probabile intento di partire per Washington con Shaw, prepara le sue valigie, ma poi riceve la visita di Casey e le confessa di aver sparato lui alla talpa, sapeva che Chuck non lo avrebbe mai fatto perché lui non è un assassino. Sarah non può fare a meno di sorridere e dopo aver preparato il suo bagaglio si prepara a raggiungere Chuck che aspetta impaziente alla stazione il suo arrivo, ma Sarah viene bloccata da Shaw il quale afferma di voler posticipare la sua partenza a Washington e le chiede di seguirlo in modo da aiutarlo a regolare "un conto in sospeso". Chuck riceve un messaggio dalla Beckman che lo convoca al castello e gli fa vedere il video in cui Sarah nel suo test rosso uccide Evelyn Shaw.
- Guest star: Brandon Routh (Agente Daniel Shaw), Kelly Thiebaud (Evelyn Shaw), Mark Sheppard (Direttore dell'Anello)

## Chuck vs. Shaw
- Titolo originale: Chuck Versus the Other Guy
- Diretto da: Peter Lauer
- Scritto da: Chris Fedak

### Trama
Shaw e Sarah entrano in un magazzino e Sarah arriva in una sala dove stanno riproducendo il suo test rosso, Shaw la raggiunge e le spiega che la donna da lei uccisa era sua moglie. Chuck è convinto che Shaw abbia rapito Sarah per ucciderla e recluta una squadra di assalto grazie a Casey per salvarla, ma le cose non vanno come sperate e la Beckman lo rimprovera per aver utilizzato tutta quella artiglieria invano, infatti Shaw non è arrabbiato con Sarah, l'ha già perdonata dato che l'Anello aveva manipolato la morte di Evelyn. La Beckman, convinta da Shaw, autorizza la cattura del direttore dell'Anello e poi sospende Chuck. Dopo essersi licenziato dal Buy More, Morgan torna a casa, trova Chuck ubriaco e sconsolato perché Sarah andrà a Washington con Shaw, ma Sarah lo raggiunge e dopo aver liberato Morgan confessa al suo Chuck di averlo amato sin dall'inizio, è con lui che vuole stare anche perché gli spiega che Casey le ha rivelato di aver ucciso lui Perry e non Chuck. Shaw fa irruzione in una base dell'Anello accompagnato da Sarah e Chuck, la missione consiste nel catturare il direttore dell'Anello, per ora Chuck e Sarah preferiscono non rendere ufficiale la loro relazione. Shaw però, non riuscendo a contenere la sua rabbia, affronta gli uomini dell'Anello e spara al direttore uccidendolo. Sia Chuck che Sarah sono rimasti turbati dal comportamento del collega, ma quello che non sanno è che il direttore è ancora vivo, lui e Shaw hanno inscenato tutto quanto, quest'ultimo all'insaputa di tutti ha tradito la CIA. Nella base dell'Anello viene trovato un cifrario, significa che l'Anello vuole progettare un Intersect 2.0 analogo a quello della CIA, i componenti sono stati fabbricati a Parigi, quindi tornati al castello, la Beckman ordina a Shaw e Sarah di partire in missione per Parigi e indagare. Morgan dopo aver visto il video del combattimento di Shaw con gli agenti dell'Anello fa notare a Chuck che è tutta una farsa, Chuck prova ad avvisare la Beckman, ma lei stanca del suo comportamento lo sospende dal suo incarico, allora si dirige a Parigi con Casey. Chuck in aereo prova a studiare i fascicoli di Shaw tramite i quali ha dei flash ma nulla che gli suggerisca dove possa aver portato Sarah, a quel punto Casey gli consiglia di affidarsi alle proprie intuizioni dato che l'Intersect non gli è di nessuna utilità. Mentre Sarah passeggia con Shaw lui la porta nel vicolo dove lei uccise Evelyn, a quel punto Sarah istintivamente gli punta contro la pistola capendo che non può essere una coincidenza e che Shaw le ha teso una trappola non avendo fatto altro ingannarla. Gli agenti dell'Anello rendono Sarah inoffensiva con una droga tramite un dardo, lei ora è in uno stato di semi-incoscienza. Sarah con le lacrime agli occhi ascolta la verità: era stata la CIA a volere la morte di Evelyn e non l'Anello, credevano che fosse un agente corrotto. Shaw non solo vuole uccidere Sarah, ma distruggere la CIA. Interviene Casey che si occupa del direttore, Chuck invece con una pistola tiene Shaw sotto tiro, leggendo tutti i rapporti scritti da quest'ultimo durante la sua carriera alla CIA ha scoperto che Shaw dopo la morte della moglie una volta l'anno faceva sempre una visita nel luogo dove Sarah l'aveva uccisa, intuendo che l'avrebbe portata lì per tenderle l'imboscata. Chuck affronta Shaw, ha un flash ma a causa della sua emotività non riesce a combattere come dovrebbe e ne esce sconfitto. Shaw non intende uccidere Chuck dato che non ha niente contro di lui (infatti non ha nemmeno detto all'Anello che è lui ad avere l'Intersect) ma è pronto a uccidere Sarah. Chuck anche senza l'Intersect affronta Shaw e gli spara al petto per autodifesa dato che Shaw stava per ucciderlo salvando in questo modo la sua ragazza. Casey ha catturato il direttore dell'Anello, quindi non solo contratta la sua reintegrazione ma chiede alla Beckman di inserire Morgan nella squadra tuttavia dovrà continuare a lavorare al Buy More sotto copertura. Sarah si risveglia in un albergo parigino con Chuck a tenerle compagnia, anche se Chuck ha ucciso Shaw inaspettatamente non è per nulla delusa, al contrario gli è riconoscente perché lui è riuscito a salvarla. La Beckman li contatta e anche se li rivuole al castello per fare rapporto sulla missione, i due preferiscono rimanere in Francia e per la prima volta fanno l'amore.
- Guest star: Brandon Routh (Agente Daniel Shaw), Kelly Thiebaud (Evelyn Shaw), Mark Sheppard (Direttore dell'Anello)

## Chuck vs. la luna di miele
- Titolo originale: Chuck Versus the Honeymooners
- Diretto da: Robert Duncan McNeill
- Scritto da: Allison Adler, Rafe Judkins e Lauren LeFranc

### Trama
Ora che Chuck e Sarah sono amanti, preferiscono posticipare il loro ritorno a Burbank, travolti dalla passione fanno il giro d'Europa in treno. Ellie e Devon organizzano una festa vista la loro imminente partenza in Africa, Ellie vorrebbe la presenza di Chuck, mentre la Beckman esige il ritorno di Chuck e Sarah, quindi incarica Casey e Morgan di riportarli a casa. Mentre sono nel treno, nella loro cabina, Chuck e Sarah si divertono ad amoreggiare nel letto, a quel punto Chuck le propone di disertare dalla CIA e di vivere del loro solo amore, anche perché non hanno più conti in sospeso, temendo che la Beckman possa dividerli qualora tornassero a lavorare alla CIA nel caso non approvasse la loro relazione, infatti Chuck non vuole perderla, anche Sarah ammette che adesso, ora che ha sperimentato il vero amore con Chuck, non potrebbe tornare al suo precedente stile di vita, e dunque i due decidono di abbandonare lo spionaggio. Nonostante le premesse, nel treno Chuck e Sarah incontrano Juan Diego Arnaldo, esponente dell'ETA, insieme alle sue guardie del corpo, decidono dunque di fare un'ultima missione, lo cattureranno e lo consegneranno all'Interpol. Morgan, indagando, scopre che Chuck e Sarah sono diretti a Zurigo, quindi lui e Casey li raggiungono. Sul treno Chuck e Sarah narcotizzano le guardie del corpo di Arnaldo e poi ammanettano quest'ultimo, arrivano Casey e Morgan e una volta giunti a una stazione ferroviaria, Arnaldo spiega che ha tradito la cellula terroristica di cui faceva parte, quelle non erano le sue guardie del corpo ma due agenti dell'Interpol che lo stavano proteggendo. Casey ha capito che Chuck e Sarah vogliono disertare, quindi rispetta la loro scelta, saranno Casey e Morgan a tenere in custodia Arnaldo in attesa della squadra dell'Interpol che verrà a prelevarlo. Gli agenti dell'Interpol fanno il loro arrivo ma Morgan scambiando qualche parola con loro capisce che c'è qualcosa di strano, Casey comprende che sono esponenti dell'ETA, vogliono uccidere Arnaldo. Intervengono Chuck e Sarah che li sconfiggono salvando i loro amici, adesso hanno capito quanto amano essere delle spie, hanno sempre creduto di dover scegliere tra l'amore e la CIA ma ora realizzano che possono avere entrambe le cose, e suggellano il loro amore con un bacio appassionato. Tornati a Burbank informano la Beckman che hanno intrapreso una relazione seria e non intendono nascondere il loro amore, il generale seppur in parte contrariata accetta la cosa con rassegnazione, ammettendo tuttavia che aspettava con ansia che loro due si mettessero insieme. Chuck torna a casa dispiaciuto con Ellie per non essere venuto alla sua festa, ma la sorella di Chuck non è arrabbiata, anche se non è stato facile accettarlo ora ha capito che la vita di Chuck non è più vincolata alla sua, ma è felice sapendo che da ora sarà Sarah a prendersi cura di lui. L'episodio si conclude con Chuck, nella sua camera da letto con Sarah, mentre lei è tra le braccia di Chuck i due si baciano teneramente ascoltando Feeling Good che da ora sarà la loro canzone.
- Guest star: Carlos Lacamara (Juan Diego Arnaldo), Lela Loren (Elia), Tim Loden (Musicista sul treno)

## Chuck vs. la tigre
- Titolo originale: Chuck Versus the Role Models
- Diretto da: Fred Toye
- Scritto da: Phil Klemmer

### Trama
Ormai Sarah trascorre tutte le notti a dormire da Chuck, quest'ultimo la invita a venire a vivere con lui, ma Sarah non se la sente perché anche se adora avere Chuck sia come collega che come compagno ritiene che sia inutile "fingere" di essere una coppia normale. Dal momento che Chuck e Sarah vogliono stare insieme e proseguire le loro carriere alla CIA, la Beckman li affianca per una missione a Laura e Craig, i coniugi Turner, sono i migliori agenti della CIA, nonché da 30 anni una coppia sposata, la Beckman ritiene che Chuck e Sarah possano imparare molto da loro. La Beckman affida a Casey l'incarico di addestrare Morgan, se fallirà quest'ultimo non entrerà a far parte della squadra. Chuck è affascinato dai Turner, al contrario di Sarah che li reputa arroganti e snob, tra l'altro il loro non pare un matrimonio felice. La loro missione è quella di recuperare un software di decriptazione di proprietà del criminale Otto von Vogel. Ellie e Devon vanno nella Repubblica Democratica del Congo, un ambiente tutt'altro che ospitale, Ellie fatica a non sentirsi fuori posto ma stringendo amicizia con il collega Justin Sullivan impara ad adattarsi lavorando con passione. Otto tiene una festa nella sua villa alla quale partecipano Chuck, Sarah, Laura e Craig, ma l'anziana coppia non si rivela all'altezza delle aspettative di Chuck, infatti si mettono in ridicolo litigando quando Craig inizia a provarci con una donna più giovane e Laura si ubriaca. Chuck e Sarah decidono di prendere in mano la situazione, il software è nel collare della tigre di Otto, a quel punto Chuck riesce a sfilarglielo, ma Laura e Craig rivelano il loro piano, rubano il software allo scopo di rivenderlo, hanno infatti deciso di tradire la CIA. Casey addestra Morgan ma con poco successo, lui non ha nessuna capacità come spia, fallisce tutte le prove. La Beckman si rifiuta di credere che Laura e Craig abbiano tradito la CIA, tanto da arrabbiarsi con Chuck e Sarah, i quali decidono di trovare i Turner, scoprendo che alloggiano in un albergo, li catturano e li portano a casa di Chuck recuperando il software. Chuck non nega di essere deluso da entrambi per come si sono comportati, Craig gli consiglia di non farsi illusioni, benché lui e la moglie siano da sempre considerati due grandi spie la CIA trasforma inevitabilmente i suoi agenti in persone ciniche. Otto si presenta a casa di Chuck con i suoi uomini, accompagnato anche dalla tigre, rivuole il software, Chuck e Sarah li affrontano sconfiggendoli, intanto la tigre esce di casa proprio quando arrivano Casey e Morgan, quest'ultimo per proteggere l'amico attira l'attenzione della tigre riuscendo a rinchiuderla nella casa di Ellie e Devon. Purtroppo Laura e Craig riescono a liberarsi, vogliono il software, sia Laura che Sarah sono pronte allo scontro ma Chuck e Craig capiscono che è meglio placare la situazione, infatti i Turner decidono di arrendersi e di costituirsi, Craig abbraccia affettuosamente la moglie promettendole che andrà tutto bene. Sarah e Chuck, inaspettatamente, mentono alla Beckman affermando che i Turner hanno finto di tradirli solo per mettere Otto in trappola e arrestarlo. Tuttavia Craig e Laura decidono di dare le dimissioni, convinti che Chuck e Sarah saranno in grado di sostituirli degnamente. Casey promuove Morgan ritenendo che lui abbia mostrato coraggio ad affrontare quella tigre. Sarah cambia idea e si trasferisce a vivere da Chuck, all'inizio aveva rifiutato perché aveva paura dato che da tanto è abituata a non avere una vera casa, ma ora capisce che abituarsi a un po' di normalità le farà bene per quando lei e Chuck smetteranno di essere due spie. Ellie e Devon sono costretti a tornare a Burbank dato che quest'ultimo ha contratto la malaria, ma in realtà a farlo ammalare è stato Justin, che lavora per l'Anello.
- Guest star: Fred Willard (Craig Turner), Swoosie Kurtz (Laura Turner), Udo Kier (Otto von Vogel)

## Chuck vs. il dente
- Titolo originale: Chuck Versus the Tooth
- Diretto da: Daisy von Scherler Mayer
- Scritto da: Zev Borow e Max Denby

### Trama
Mentre Chuck e Sarah stanno passando una tranquilla serata davanti alla TV, sente un servizio su Jakaya Kuti, il presidente della Zamibia che verrà a Los Angeles per assistere a un concerto di Beethoven, intanto Chuck le confessa il suo amore, ma non ha alcuna risposta, si addormenta tra le sue braccia e ha un incubo dove spara a Shaw, inoltre sente la Sinfonia n.9. Sarah è preoccupata, recentemente Chuck sta facendo troppi incubi, lui lo interpreta come un messaggio che l'Intersect 2.0 gli sta dando, ovvero che l'Anello vuole attentare alla vita del presidente Kuti al concerto sinfonico, ma la Beckman non vuole alimentare i suoi sospetti ritenendoli privi di fondamenta. La Beckman costringe Chuck a farsi visitare dal dottor Dreyfus, psichiatra della CIA, lui è già stato messo al corrente del fatto che Chuck ha scaricato nel proprio cervello l'Intersect 2.0 rivelandogli che stando a quanto hanno scoperto l'Intersect è cosi potente da sopraffare la mente di una persona, quindi i sogni di Chuck sono probabilmente il sintomo del suo deterioramento mentale, dunque Dreyfus lo rimuove dal suo incarico di agente della CIA. Anna torna a Burbank, deve restituire a Morgan la sua roba che lei conservava, ma rimane sorpresa nell'apprendere che ora che è diventato il vice direttore del Buy More egli sia diventato un uomo serio e diligente, rimanendone affascinata. Devon e Ellie tornano a Burbank, in effetti Devon sta guarendo velocemente dalla malaria, Justin si avvicina a Ellie rivelandole di essere un agente della CIA, vuole manipolarla e portarla dalla sua parte, facendole credere che Casey lavora per un'agenzia criminale il cui intento è quello di far del male a suo padre Stephen. Chuck pur di dimostrare a tutti la propria sanità mentale, decide di andare con Morgan al concerto di Beethoven e impedire l'attentato alla vita del presidente Kuti, durante il concerto Chuck sogna Shaw che gli rivela che ad attentare alla vita di Kuti sarà il dottor Kowambe, il medico di fiducia di Kuti che siede accanto a lui nella tribuna. Chuck si avvicina a Kowambe e ha un flash scoprendo che lui all'interno di un dente nasconde un chip contenente informazioni sull'Anello, Chuck gli stacca il dente colpendolo con un pugno, ma la sua ipotesi si rivela falsa. Dopo quello che è accaduto Dreyfus fa internare Chuck in un istituto di igiene mentale per spie che come Chuck hanno avuto un tracollo mentale. Sarah in piena notte, va a casa i Dreyfus confessandogli che ama Chuck e che desidera incontrarlo, Dreyfus in verità non è solo, Casey è con lui, era preoccupato per Chuck e aveva fatto a Dreyfus la medesima richiesta. Contemporaneamente nell'istituto psichiatrico arrivano Kowambe e i suoi uomini, vogliono uccidere Chuck, lui lavora veramente per l'Anello, nel suo dente ci sono realmente delle informazioni, quello esaminato era semplicemente il dente sbagliato. Arriva Dreyfus, accompagnato da Sarah e Casey che arrestano Kowambe salvando il collega. Anna, che afferma di essersi pentita di aver lasciato Morgan, gli propone di dare al loro amore una seconda possibilità, ma Morgan le spiega che non desidera tornare con lei ponendo fine alla loro relazione. Dato che i sospetti di Chuck si sono rivelati fondati, ha il permesso di lasciare l'istituto psichiatrico, la Beckman rivela a Chuck che Kowambe trafficava illegalmente organi umani oltre a dirigere esperimenti di manipolazione genetica, doveva vendere le sue ricerche all'Anello. Dreyfus accorda a Chuck il permesso di tornare a lavorare come spia ma lo mette in guardia perché l'Intersect 2.0 è ancora una minaccia, Chuck ritiene che si sta sbagliando e che i sogni che faceva sono semplicemente la prova che il suo subconscio e l'Intersect 2.0 possono lavorare in simbiosi, ma Dreyfus invece è dell'opinione che l'Intersect 2.0 sta sottoponendo il cervello di Chuck a uno stress che potrebbe diventare insostenibile, suggerendogli di affrontare il problema con Sarah. Proprio quando Chuck stava per dirle la verità si blocca nel momento in cui Sarah gli dice di amarlo, perché prima di conoscerlo la sua vita girava solo attorno al lavoro, ma da quando sta con lui per la prima volta guarda al suo futuro con ottimismo, Chuck per non farla preoccupare decide di non dirle nulla. Justin è riuscito nel proprio intento, ha convinto Ellie a contattare Stephen. Mentre Sarah e Chuck sono a letto insieme, quest'ultimo fa un altro sogno dove intuisce che l'Anello ha usato le ricerche mediche di Kowambe per salvare la vita a Shaw: lui è ancora vivo.
- Guest star: Christopher Lloyd (Dott. Leo Dreyfus), Julia Ling (Anna Wu), Brandon Routh (Agente Daniel Shaw)

## Chuck vs. il morto vivente
- Titolo originale: Chuck Versus the Living Dead
- Diretto da: Jay Chandrasekhar
- Scritto da: Lauren LeFranc e Rafe Judkins

### Trama
Ellie contatta Stephen tramite un annuncio sul giornale, quindi il padre di Chuck e Ellie torna a Burbank, è sorpreso nell'apprendere che Casey e Sarah sono ancora accanto al figlio, lui ignora che Chuck è un agente della CIA e che nel suo cervello è scaricato l'Intersect 2.0 a quel punto Chuck si limita a dirgli che Casey lavora al Buy More sotto copertura e che Sarah è la sua fidanzata, ma che lui non lavora per i servizi segreti, sapendo che Stephen non approverebbe. Dato che Chuck è convinto che Shaw sia ancora vivo decide di investigare, quando Sarah nomina l'attico dove Shaw viveva a Washington Chuck ha un flash scoprendo che Shaw vi aveva fatto montare una cassaforte TR-15. Chuck e Sarah vanno nell'appartamento di Shaw ma Justin li batte sul tempo, recupera dalla cassaforte una valigia, Sarah riesce a recuperarla, ma Chuck nel tentativo di catturare Justin rischia di morire venendo salvato da Stephen. Quest'ultimo pretende una spiegazione, Chuck gli mente ancora una volta affermando di lavorare per la CIA come analista e che occasionalmente fa da operativo, comunque nella valigia c'è una custodia simile a quella che Evelyn aveva lasciato a Shaw prima di morire, viene usata dalle spie per lasciare un testamento ai loro cari se dovessero morire in missione, infatti al suo interno c'è il testamento di Shaw. Stephen lancia un coltello contro Chuck e lui con un flash lo afferra la volo, Stephen conferma quello che aveva già iniziato a sospettare: Chuck ha scaricato nel proprio cervello l'Intersect 2.0 e ora è diventato una spia. Stephen si arrabbia con lui, gli spiega che l'Intersect danneggia il cervello di colui che lo scarica, tuttavia Chuck non sente di doversi giustificare con lui, Stephen lo abbandonò e non ha il diritto di interferire nelle scelte del figlio. Dopo il litigio, Stephen decide di lasciare Burbank, Ellie lo abbraccia, ma in realtà gli mette addosso un localizzatore su richiesta di Justin. Sarah, dopo aver scoperto che Stephen vive in una casa isolata a Bishop, accompagna Chuck da lui in modo che possano riconciliarsi, ma Chuck vede che gli agenti dell'Anello hanno catturato Stephen, vogliono da lui un congegno chiamato il "Governatore". Chuck usa un flash e sconfigge gli agenti dell'Anello, anche con l'aiuto di Sarah. Successivamente Stephen spiega a Chuck che il Governatore è semplicemente l'orologio che lui porta al polso, serve a controllare l'Intersect in modo che esso non crei danni al cervello, Stephen non esclude che alla lunga l'Intersect 2.0 possa portare Chuck alla morte, ma gli promette che creerà un Governatore anche per lui. Stephen in principio creò l'Intersect per fare del bene e vede che Chuck lo sta utilizzando proprio per questo scopo, decide quindi di aiutarlo a diventare la spia che lui desidera essere. Sarah prima di andare a letto consegna a Chuck il suo testamento e quest'ultimo decide di scriverne uno durante la notte mentre in una base segreta dell'Anello Shaw si scarica nel proprio cervello una versione dell'Intersect 2.0 pronto per la sua vendetta.
- Guest star: Scott Bakula (Stephen Bartowski), Brandon Routh (Agente Daniel Shaw)

## Chuck vs. la sconfitta
- Titolo originale: Chuck Versus the Subway
- Diretto da: Matt Shakman
- Scritto da: Matt Miller, Allison Adler e Phil Klemmer

### Trama
Stephen al castello sta costruendo un nuovo Governatore per Chuck, intanto Casey cerca di conoscere sua figlia Alex, naturalmente senza dirle che è suo padre, frequentando come cliente la tavola calda dove lei lavora a Silver Lake. Chuck e Sarah si concedono un po' di svago al mercato della frutta, ma con il riconoscimento vocale dell'Intersect 2.0 Chuck ha un flash riconoscendo la voce di Shaw, quest'ultimo scappa, Chuck lo segue fino alla stazione metropolitana, ma Shaw sale su un treno seminandolo. Stephen monitorando gli spostamenti della metropolitana vede Shaw accedere a un passaggio segreto, sembra che porti a una base dell'Anello, quindi Chuck, Sarah e Casey fanno irruzione, ma scoprono che invece è una base della CIA. Lì c'è Ellie, infatti Justin l'aveva scortata alla base, Ellie vede Chuck aggredire Justin, non riesce a capire cosa stia succedendo. La Beckman fa accompagnare Ellie a casa sua, inoltre spiega a Chuck che tutte le loro carriere nei servizi segreti sono a rischio, per qualche motivo vogliono chiudere il progetto Intersect. Chuck, Sarah, Casey e la Beckman vengono giudicati davanti a una commissione disciplinare, alla quale presenzia tra lo stupore di tutti Shaw, è lui che ha avanzato la richiesta di eliminare il progetto Intersect. Shaw mente spudoratamente affermando che non era sua intenzione uccidere Sarah a Parigi e che lei e Chuck sono stati vittime di un malinteso, e che Shaw aveva finto di tradire la CIA per trarre in inganno l'Anello, la sua effettivamente era una missione segreta approvata dalla commissione. Shaw fa buon viso a cattivo gioco elogiando Chuck affermando che lui è un eroe, ma mette tutti al corrente del rapporto medico di Dreyfus secondo cui l'Intersect 2.0 sta distruggendo il suo cervello, cosa di cui Sarah era all'oscuro. La Beckman fa tenere presente alla commissione che Chuck ha svolto un ottimo lavoro come spia mostrando i fascicoli delle missioni che lui ha svolto, quando Shaw guarda quei fascicoli ha un flash, Chuck lo nota dalla sua espressione, quindi ritenendo che solo mostrando alla commissione che Shaw è l'Intersect umano dell'Anello, spera di sbugiardarlo, gli lancia contro un tagliacarte ma Shaw si astiene dall'avere un flash facendosi ferire, Chuck viene quindi arrestato. Devon e Morgan raccontano a Ellie che Chuck lavora per la CIA e che Sarah e Casey sono delle spie. Stephen fa evadere Chuck dalla sua cella, lui bacia Sarah separandosi da lei, temendo che la sua presenza incoraggerà Shaw a far del male a lei e a tutti quelli a cui tiene. Sarah va nell'ufficio di Shaw e lo minaccia con una pistola di confessare la sua colpevolezza, ma Shaw ha fatto attivare l'allarme, arriva la sicurezza che arresta Sarah per tentato omicidio, Shaw la deride affermando che il suo amore per Chuck l'ha resa emotiva, Sarah si toglie la soddisfazione di colpire Shaw con un pugno. Justin cerca di far del male a Alex, ma Casey porta in salvo la figlia rivelandole di essere suo padre, Alex Coburn, lei porta il suo stesso nome, spiegandole che non è morto come lei credeva, Casey viene arrestato dalla CIA ma non prima di affidare a Alex una chiave chiedendole di andare al Buy More. Al castello Morgan e Devon contattano la Beckman solo per scoprire che pure lei è stata arrestata. Stephen dà a Chuck un Governatore da portare al polso, quando Morgan telefona a Chuck per informarlo dell'arresto di Sarah, Casey e della Beckman, convince suo padre a dargli una mano a sconfiggere l'Anello. Ellie porta Chuck e Stephen nel posto dove lei e Justin si incontravano, a conversazione finita lo vedeva sempre dirigersi verso la stazione della metropolitana, intuiscono che lì si nasconde un passaggio segreto. Stephen abbraccia Ellie promettendole che non si separerà mai più da lei, poi Stephen e Chuck trovano il passaggio segreto che porta al nascondiglio dell'Anello, lì ci sono le prove che Shaw è stato salvato dalle ricerche mediche di Kowambe e che ha scaricato nel suo cervello una versione dell'Intersect 2.0 creata dall'Anello. Alex raggiunge il Buy More spiegando a Morgan di essere la figlia di Casey, poi Morgan scopre che la chiave consegnatale dal padre apre uno scompartimento segreto nell'armadietto di Casey al cui interno c'è del denaro in contanti. Shaw e Justin raggiungono Chuck e Stephen alla base segreta dell'Anello, Justin prende il Governatore di Chuck, mentre Shaw spara a Stephen il quale muore tra le braccia del figlio, tutti ignari che Ellie di nascosto ha assistito alla scena. Chuck sconvolto dalla morte del padre non riesce a usare i flash e viene catturato, Shaw prende possesso del Governatore, e infine Chuck, Sarah e Casey vengono rinchiusi in un furgone diretto in un carcere con Shaw che li guarda con un'espressione vittoriosa.
- Guest star: Scott Bakula (Stephen Bartowski), Brandon Routh (Agente Daniel Shaw), Mekenna Melvin (Alex McHugh)

## Chuck vs. l'Anello: Parte II
- Titolo originale: Chuck Versus the Ring: Part II
- Diretto da: Robert Duncan McNeill
- Scritto da: Josh Schwartz e Chris Fedak

### Trama
Il furgone che doveva trasportare Chuck, Casey e Sarah fino alla prigione a un tratto si ferma, Shaw non intende condannarli all'arresto, vuole ucciderli e farà credere a tutti che non aveva altra scelta dato che i tre stavano tentando una fuga. Intervengono Devon e Morgan che riescono a salvarli aiutandoli a scappare, benché Chuck fosse tentato di affrontare Shaw. Chuck convince Ellie e Devon a lasciare Burbank, almeno finché non avrà debellato la minaccia dell'Anello, tuttavia Ellie fa promettere a suo fratello che una volta sconfitto Shaw dovrà abbandonare lo spionaggio, non può accettare che viva in un ambiente fatto di bugie. La Beckman è rinchiusa in una cella ma Chuck dalla casa di Casey si mette in contatto con lei attraverso il sistema di sorveglianza. La Beckman gli spiega che Shaw vuole prendere il suo posto, una volta ottenuta la titolarità sulla CIA e l'NSA l'Anello si impadronirà di entrambe le agenzie. La Beckman informa Chuck che Shaw presiederà a un convegno in un hotel sullo spionaggio al quale parteciperanno le delegazioni dei vari intelligence di tutto il mondo e vi saranno presenti anche i 5 anziani, sentendo queste parole Chuck ha un flash scoprendo che si tratta dei leader a capo dell'Anello. Durante il convegno Shaw parla in presenza di tutti gli invitati ma dalla sua tasca sente un cellulare suonare, e Chuck che lo sta chiamando (prima Chuck con un travestimento si era avvicinato a Shaw mettendogli il cellulare nella tasca) Shaw risponde e Chuck gli chiede di raggiungerlo nella sua suite. Shaw con il cellulare dell'Anello avvisa i 5 anziani che si ritirano. Shaw va nella propria suite, lì c'è Chuck che lo mette davanti ai suoi crimini, Shaw con arroganza ammette di aver ucciso Stephen e di essere un agente dell'Anello ma poi scopre di essere caduto nella trappola di Chuck, la loro conversazione è stata trasmessa in diretta in modo che tutti i presenti al convegno ascoltassero la confessione di Shaw, tra l'altro avendo previsto che Shaw avrebbe fatto allontanare i 5 anziani ha fatto in modo che li individuassero, e infatti Justin benché cerchi di metterli al sicuro, viene arrestato con i suoi superiori quando Morgan, Casey e Sarah bloccano ogni via d'uscita. L'Anello è sconfitto tuttavia Shaw scappa, l'unica cosa che ora vuole è uccidere Sarah e Chuck, dunque va al Buy More e vi posiziona delle bombe, inoltre prende Morgan e Sarah in ostaggio. Chuck è sempre più debole a causa dell'Intersect 2.0 ma decide di andare al Buy More per affrontare Shaw, entrambi con l'Intersect 2.0 scaricati nei loro cervelli, attivano un flash e si affrontano ma lo scontro è a senso unico, Shaw ha la meglio e mette al tappeto il suo rivale. Chuck rievoca un ricordo della sua infanzia, quando Stephen stava lavorando a una delle prime versioni dell'Intersect e Chuck, entrando nello studio del padre senza farsi vedere, scaricò involontariamente l'Intersect nel proprio cervello e quando Stephen se ne accorse restò sorpreso da come il figlio fosse riuscito a elaborare tutti quei dati dicendogli "sei speciale" (le stesse parole che pronunciò prima di morire). Chuck sotto lo sguardo allibito di Shaw si rialza e lo sconfigge facilmente, Sarah è orgogliosa di lui dato che, benché Shaw lo stesse incoraggiando a ucciderlo, ha scelto di risparmiargli la vita, non voltando così le spalle ai suoi principi morali. Sarah toglie a Shaw il Governatore dandolo a Chuck, infine Shaw viene arrestato, Chuck però spiega a Sarah che intende mantenere la promessa fatta a Ellie, lascerà la CIA ma per Sarah è ininfluente, lei lo ama ugualmente anche se non vuole più fare la spia. Morgan senza volerlo attiva il detonatore delle bombe che fa saltare in aria il Buy More, fortunatamente tutti fanno in tempo a fuggire e l'esplosione non fa vittime, ma a causa di un malinteso tutti credono che i responsabili siano Jeff e Lester che quindi si danno alla latitanza. Chuck, Sarah, Ellie, Casey, Devon e Morgan rendono omaggio alla memoria di Stephen, vengono poi raggiunti da Alex che pare interessata a conoscere suo padre, e infatti Casey decide di fare un tentativo per accoglierla nella sua vita. Chuck sul cellulare riceve un messaggio dove gli viene chiesto di guardare il computer della sua camera da letto, lì c'è un video di Stephen, era programmato affinché Chuck lo vedesse qualora il padre fosse morto. Riceve istruzione di andare nella casa dove Chuck trascorse la sua infanzia e accede a un nascondiglio sotterraneo dove scopre che Stephen aveva raccolto del materiale mentre indagava su una misteriosa e pericolosa impresa criminale durante i suoi 20 anni da spia, e tutto ciò ruotava attorno a sua moglie, Mary Bartowski la madre di Chuck, quest'ultimo capisce che deve finire ciò che Stephen ha cominciato e nonostante il suo desiderio di lasciare la CIA comprende che il suo percorso da spia non è ancora finito.
- Guest star: Scott Bakula (Stephen Bartowski), Brandon Routh (Agente Daniel Shaw), Mekenna Melvin (Alex McHugh)